# Michele Merlo
Pour les articles homonymes, voir Merlo.
Michele Merlo (né le 7 août 1984 à Casaleone, dans la province de Vérone en Vénétie, Italie) est un coureur cycliste italien.

## Palmarès

### Chez les amateurs
- 2005
  - Trophée Gino Visentini
  - Gran Premio Calvatone
  - 2e de la Coppa Ardigò
- 2006
  - 2e de la Coppa Ardigò
  - 3e de la Coppa Comune di Piubega
  - 3e de la Coppa Belricetto
  - 3e de la Coppa Città di Bozzolo
  - 3e du Gran Premio Calvatone
- 2007
  - Gran Premio Rivarolo del Re
  - 2e du Trofeo Papà Cervi
  - 2e du Circuito del Pozzo
  - 3e du Mémorial Giuseppe Polese
- 2008
  - Coppa San Geo
  - Giornata del Ciclismo
  - Trofeo Papà Cervi
  - Grand Prix de la ville de Valeggio
  - G.P. Banca di Credito Cooperativo dell'Alta Padovana
  - Gran Premio San Luigi
  - Targa Libero Ferrario
  - Coppa Città di Bozzolo
  - 2e de la Coppa San Bernardino
  - 2e du Circuito di Sant'Urbano
  - 2e de Vicence-Bionde
  - 2e du Mémorial Carlo Valentini
  - 2e du Gran Premio Ciclistico Arcade
  - 2e du Mémorial Vincenzo Mantovani
  - 2e du Gran Premio Calvatone
  - 3e du Grand Prix de Roncolevà
  - 3e de la Medaglia d'Oro Fiera di Sommacampagna

### Chez les professionnels
- 2009
  - 8e étape du Tour de Grande-Bretagne
- 2013
  - 2e étape du Tour du Táchira
  - 1re étape du Tour de Kumano

## Résultats sur les grands tours

### Tour d'Italie
1 participation
- 2010 : abandon (6e étape)

## Classements mondiaux
| Année            | 2008 | 2009 | 2010 | 2011 | 2012 | 2013 |
| ---------------- | ---- | ---- | ---- | ---- | ---- | ---- |
| UCI America Tour |      |      |      |      |      | 254e |
| UCI Asia Tour    |      |      |      | 135e |      | 103e |
| UCI Europe Tour  | 332e | 302e |      | 747e |      |      |